# Axel Sandin Pellikka
Axel Sandin Pellikka (né le 11 mars 2005 à Gällivare en Suède) est un joueur suédois de hockey sur glace. Il évolue à la position de défenseur.

## Biographie

### En club
Axel commence sa carrière professionnelle avec le Skellefteå AIK en SHL, lors de la Saison 2022-2023. Le 21 septembre 2022, il dispute son premier match, face au Linköping HC. Il inscrit son premier point, un but, face au Färjestad BK, le 28 septembre 2022.
En prévision du repêchage de 2023, la centrale de recrutement de la LNH le classe au 7e rang des espoirs européens chez les patineurs. Il est sélectionné en 17e position par les Red Wings de Détroit.

### En équipe nationale
Axel participe à la Coupe Hlinka-Gretzky en 2022. Il remporte la médaille d'argent, s'inclinant sur le score de 4-1 face au Canada.
En 2023, Il participe au Championnat du monde junior, il termine à la 4e place, s'inclinant face aux États-Unis lors de la petite finale.
La même saison, lors du Championnat du monde moins de 18 ans, il s'incline à nouveau face aux États-Unis, mais lors de la finale. Il remporte donc la médaille d'argent.

## Statistiques

### En club
| Saison    | Équipe         | Ligue               |    | Saison régulière | Saison régulière | Saison régulière | Saison régulière | Saison régulière |   | Séries éliminatoires | Séries éliminatoires | Séries éliminatoires | Séries éliminatoires | Séries éliminatoires |
| Saison    | Équipe         | Ligue               | PJ | B                | A                | Pts              | Pun              | PJ               | B | A                    | Pts                  | Pun                  |                      |                      |
| 2020-2021 | Västerbotten   | TV-Pucken           | 3  | 2                | 1                | 3                | 0                | -                | - | -                    | -                    | -                    |                      |                      |
| 2022-2023 | Skellefteå AIK | SHL                 | 22 | 2                | 3                | 5                | 0                | -                | - | -                    | -                    | -                    |                      |                      |
| 2022-2023 | Skellefteå AIK | Ligue des champions | 7  | 0                | 0                | 0                | 2                | -                | - | -                    | -                    | -                    |                      |                      |
| 2023-2024 | Skellefteå AIK | Ligue des champions | 39 | 10               | 8                | 18               | 17               | 14               | 2 | 5                    | 7                    | 2                    |                      |                      |

### En équipe nationale
| Année | Équipe    | Compétition                          |   | PJ | B | A  | Pts | Pun               |  | Résultat |
| 2022  | Suède U18 | Coupe Hlinka-Gretzky                 | 5 | 0  | 2 | 2  | 6   | Médaille d'argent |  |          |
| 2023  | Suède U20 | Championnat du monde U20             | 7 | 0  | 1 | 1  | 6   | 4e place          |  |          |
| 2023  | Suède U18 | Championnat du monde moins de 18 ans | 7 | 2  | 9 | 11 | 0   | Médaille d'argent |  |          |

## Trophées et honneurs personnels

### TV-Pucken
- Défenseur ayant amassé le plus de points en 2020-2021 (3)
- Médaille d'argent en 2020-2021

### Coupe Hlinka-Gretzky
- Médaille d'argent en 2022-2023

### J20 Nationell
- Défenseur ayant amassé le plus de buts en 2022-2023 (16)
- Meilleur défenseur de la saison 2022-2023

### SHL
- Médaille d'argent lors de la saison 2022-2023

### Championnat du monde moins de 18 ans
- Membre de l'équipe d'étoile du tournoi en 2023
- Meilleur défenseur du tournoi en 2023
- Médaille d'argent lors du tournoi en 2023